# The Roxy
The Roxy Theatre (conocido simplemente como The Roxy) es un famoso local nocturno en el Sunset Strip de West Hollywood (California, Estados Unidos).

## Historia
Fue inaugurado el 23 de diciembre de 1973 por David Geffen, Elliot Roberts, Peter Asher y Elmer Valentine, quien más tarde lo adquirirá junto a Lou Adler, en un edificio anteriormente ocupado por un club de striptease propiedad de Chuck Landis llamado Largo. Adler fue el responsable de llevar a los escenarios de Estados Unidos el musical The Rocky Horror Show y abrir su primera gira americana en el Roxy Theatre en 1974, antes de producir la película Rocky Horror Picture Show el año siguiente.
Cientos de famosos y aún por ser famosos han actuado en el club, como System Of A Down, Tori Amos, Foo Fighters, Guns N' Roses, Dire Straits Al Stesar, Jane's Addiction, David Bowie, Alejandra Guzmán, Los Bunkers así como Bob Marley, Gustavo Cerati y The Pet Shop Boys,  entre tantos otros.
El pequeño bar On the Rox sobre el club ha sido nido de varias modas en su historia; era un lugar de ocio regular para John Lennon, Hary Nilsson, Alice Cooper y Keith Moon durante el "fin de semana perdido" de John Lennon, en 1975, y en los años ochenta hospedaba fiestas.
Frank Zappa y The Mothers of Invention grabaron la mayoría de su célebre álbum Roxy and Elsewhere en su estancia de diciembre de 1973 en el Roxy.